# Крамаренко, Александр Григорьевич
Александр Григорьевич Крамаренко (1915, село Корнеевка Киевской губернии, теперь Барышевского района Киевской области — ?) — советский государственный деятель, 1-й секретарь Луганского городского комитета КПУ. Член Ревизионной Комиссии КПУ в январе 1956 — марте 1966 г. Депутат Верховного Совета УССР 5-6-го созывов.

## Биография
Родился в бедной крестьянской семье. Трудовую деятельность начал в 1930 году в сельскохозяйственной артели «Луч солнца» Барышевского района на Киевщине.
Образование высшее. В 1939 году окончил Киевский индустриальный институт.
В 1939—1941 годах — инженер-конструктор Ворошиловградского паровозостроительного завода имени Октябрьской революции.
Член ВКП(б) с 1941 года.
С октября 1941 до 1945 года — в Красной армии. Участник Великой Отечественной войны с апреля 1942 года. Служил старшим паровозным техником 10-го отдельного дивизиона бронепоездов 61-й армии Западного фронта.
В 1945—1951 годах — заместитель главного конструктора, заместитель начальника производственного отдела Ворошиловградского паровозостроительного завода имени Октябрьской революции.
В 1951—1954 годах — 2-й секретарь Ворошиловградского городского комитета КП(б)У Ворошиловградской области.
В сентябре 1954 — ноябре 1963 года — 1-й секретарь Ворошиловградского (Луганского) городского комитета КПУ Ворошиловградской (Луганской) области.

## Звание
- техник-лейтенант
- инженер-майор

## Награды
- орден «Знак Почета»
- медаль «За боевые заслуги» (4.10.1942)
- медаль «За победу над Германией в Великой Отечественной войне 1941—1945 гг.»